# Fender Mustang
Fender Mustang je električna gitara koju je Fender proizveo 1964. godine. U osnovi ovo je bio veliki redizajn "student" Musicmaster, i Duo-Sonic modela gitara. Fender Mustang proizvodio se u dva navrata, prvi puta do 1982. godine, i modeli iz tog perioda smatraju se najisplativijim ulaganjem. Drugi puta proizvodnja je nastavljena 1990.-te godine.
Model je sredinom '60ih godina bio pravi predstavnik "surf glazbe", a svoj kultni status u glazbenim vodama dostigao je u kasnijoj proizvodnji '90ih godina, gdje su ga uglavnom koristili glazbenici koji njeguju aternativnu rock glazbu.
elektromagneta, kao i jedinstveno dizajnirana vibrato rućica.

Fender je 2010. godine proizveo niz modela gitarskih pojačala koje također nose naziv Mustang.

## Povijest
U kolovozu 1964. godine Fender je predstavio model Mustang gitaru s originalnim Leovim novim dizajnom vibrato ručice. Model je bio prvenstveno namijenjen naprednoj studentskoj populaciji.
Tijelo Mustang gitare podsjeća na tijelo modela Jazmmaster, ali ukupni izgled ipak slijedi postojeće student Musicmaster i Duo-Sonic modele. Što je u biti i glavna značajka. Modeli Musicmaster i Duo-Sonic redizajnirani su na temelju tijela Mustang modela, i brendirani su kao  Musicmaster II i Duo-Sonic II, uz opasku da se Decal modeli ne pridržavaju dosljedno ovog dizajna.
Sva tri Mustang modela s zajedničkim tijelom (Mustang, Musicmaster II i Duo-Sonic II) bili su dostupni s kraćom skalom i 21 pragom, odnosno dužom s 22 polja na hvataljci vrata gitare. Model s dužom skalom bio je nešto popularniji među glazbenicima, jer model s kraćom skalom (kao model Jaguar, ali kraći od Stratocastera i Gibson Les Paula). Jedina "prednost" kraće skale je ta što je model pristupačniji osobama s kraćim rukama, a povećava i mogućnost korištenja vibrato ručice pri "bend-anju".
Kraća skala u kombinaciji s jedinstvenim dizajnom vibrato ručice, nešto jeftinija cijena i marketinška promocija kao "studentske" gitare, rezultiralo je da model Mustang u '90-im godinama postane kultna gitara, ali i očiti kandidat za nodogradnju. Urađene promjene u napuštanju imidža jeftinijeg, amaterskog modela pripomogla je i ugradnja originalnih elektromagneta.
Fender je 1966. godine predstavio model Fender Mustang Bass (762 mm skala), koji je dizajniran po sličnom načelu kao i Mustang gitara.
Nova promjena došla je 1969. godine, kada je Fender predstavio model "Competition" Mustang gitaru s auto reli trakama na tijelu gitare, i specifično obojanom glavom gitare. 
Konture tijela također su malo dorađene. Ovaj model je dizajniran da zaštiti modele verzije Burgundy (crvena, plava i narančasta verzija) na konkurentnom tržišnom natjecanju, što je i najavljeno u Fenderovu katalogu.
Ova shema boja bila je popularna, i imala je veliki utjecaj u dizajnu boja sportskih Mustang automobila u kasnim '60im godinama.
Fender je 1982. godine prekinuo proizvodnju modela Mustang i Musicmaster II, i to su bili posljednji student modeli koje je proizveo. Model Mustang naslijedila je linija Bullet gitara i bas-gitara prije nego što je "student" modele u svoje pogone privukla tvrtka Squier.

## Reizdanja od 1990.
Fender je 1990. godine predstavio reizdanje modela Mustang koji je nastao kao rezultat modnog prevladavanja "starijeg" stila dizajna. Nakon prestanka proizvodnje proračunskih modela kao što su: Duo-Sonic, Jaguar i Jazzmaster, među poklonicima grunge i punk rock glazbe stekao je iznimnu popularnost. Iako model Mustang sadrži prepoznatljivu Fender kvalitetu, ipak je cjenovno jeftiniji od istih serija oslonute na "starije"  linije dizajna modela Stratocaster i Telecaster.
Model Mustang svoje reizdanje doživio je i u Japanu, ali je bio dostupan samo u dužoj, 610 mm skali. U izvornim modelima drvo za gradnju uglavnom je bila topola, ali uz nekoliko rijetko dokumentiranih slučajeva postoje saznanja o gradnji modela od: mahagonija, MG-72 reizdanje Mustang izrađen je od lipe, zatim da bi noviji MG-65 reizdanje ponovno bio izrađen od topole. Model MG-77 izrađen je od jasena.
Zatim, 2011. godine Fender je predstavio novu "Pawn Shop" Mustang seriju gitara, koju je predstavio model Mustang Special oslonut na Fender '72, i Fender '51 modele gitara. Inače, ovu seriju Fender je razvijao '60ih, i '70ih godina, ali ju nikada nije forsirao u javnost. U model je ugrađena konfiguracija dvostrukih elektromagneta, 610 mm skala, i fiksni Stratocasterov most. Modeli reizdanja ističu se po autentičnom dizajnu iz tog vremena.
Fender je ponovo 2012. godine najavio proizvodnju umjetnički potpisanog Kurt Cobain Signature Mustang modela, koji se temelji na Cobainovom modificiranom Mustangu. Poznati gitarista ga je koristio tijekom 1994. godine za vrijeme Europske ("In Utero" album), turneje rock sastava Nirvana. Umjesto dva jednostruka elektromagneta, u model je ugrađena konfiguracija od jednog Seymour Duncan JB dvostrukog bliže mostu, i standardnog Mustang jednostrukog elektromagneta bliže vratu gitare. Također, umjesto standardnog Mustang mosta (ugrađen u japanske modele), ovdje je ugrađen kraći Fenderov podešavajući/plutajući most. Ovo je i prvi model izrađen za dešnjake gitariste na američkom tržištu, dok je za ljevoruke gitariste prodaja trenutno nastavljena samo u Europi. Modeli su bili dostupni u: fiesta red, sonic blue, i specifični model s auto reli prugama u dark lake placid blue završnici.

## Elektronika
Fender Mustang u mnogo čemu slijedi model Stratocaster, što potvrđuje i temeljno načelo dizajna tvrtke: puno (masivno) tijelo, vrat od javora pričvršćen vijcima i elektronika koja se ugrađuje smještanjem pod plastičnu ploču na tijelu gitare.
Model Mustang ima ugrađenu konfiguraciju od dva jednostruka elektromagneta, postavljena pod kutom. Kontrola svakog elektromagneta definirana je zasebnim prekidačem uključivanje/isključivanje, koji pruža mogućnost korištenja u paralelnom, odnosno serijskom spoju, ili "neutralno" - izvan faznom spoju. Znači, tri moguće sheme spoja elektromagneta, koje poluče četiri različite kombinacije boje zvuka. U doljnjem dijelu tijela gitare nalazi se pot za glasnoću, te glavni pot za boju tona. Most je model Fender Dynamic Vibrato dizajn (plutajući s vibrato ručicom].

## Vibrato ručica
Fender je na modelu Mustang predstavio svoj model "Fender Dynamic Vibrato" žičnjak, koji s plutajućim mostom tvori jedinstveni Mustang trem sistem. Plutajući most kao zajednički koncept uz Fenderove plutajuća vibrata nalazimo i na modelu Jazzmaster, stime da su sedla na mostu gitare modela Mustang pojedinačna za svaku žicu (stime je smanjen manevar razmaka između žica), dok drugi Fenderovi modeli imaju nešto više mjesta kako bi se omogućila bolja prilagodba razmaka žica.
Žičnjak je bio i ostao najneobičniji mehanizam i značajka Modela Mustang, koju osim njega dijele još samo modeli Fender Jag-Stang i Fender Custom (ili Maverick). I iako nije bio ni približno popularan kao Stratocasterov sinkronizirani most s tremolom, ovaj mehanizam je kod nekigh gitarista ostao trajno na prvome mjestu. Drugi pak manje zadovoljniji tvrde da je Mustangov vibrato previše osjetljiv, te su se odlučili na primjenu Fenderovog prilagođenog dizajna koji je ugrađen u model Jag-Stang.
Nakon modela Fender Bronco u modele gitara ugrađivan je potpuno drugačiji, bez plutajućeg mosta mehanizam. Inače, model Mustang posljednji je Fenderov model s plutajućim mostom kojeg je povukao iz prizvodnje, ali zbog velike popularnosti u Japanu i prvi koji će biti ponovno proizveden.

## Boja
Izvorni Mustang model proizveden od 1965. – 1968. godine bio je dostupan u daphne blue, olympic white i dakota red boji. Sve do 1969. godine dok Fender nije odlučio proširiti paletu dostupnih modela u: "competition" plavoj, crvenoj i u narančastoj boji, i ovo su bili jedini originalni modeli s auto reli trakom na tijelu, što ih učinilo cijenjenim kolekcionarskim primjercima. Competition modeli bili su proizvedeni od 1969. do sredine 1970. godine. Od tada modeli Mustang proizvode se i bojaju u standardnoj Fenderovoj boji: sunburstu, crnoj, olympic white, sonic blue, tamno smeđoj, daphne blue, dakota red, competition blue, competition red, wine red transparent, antigua, candy apple, i prirodnoj boji drveta (natural).
Umjetnički potpisan Kurt Cobaianov model Fender Mustang 2012. godine bio je dostupan u: sonic blue, dark lake placid blue (s auto reli trakom), i fiesta red boji.

## Vanjske poveznice
- "Fender - službena stranica"  Arhivirana inačica izvorne stranice od 26. travnja 2012. (Wayback Machine)
- "Fender Mustang - povijest"